# Haschischöl

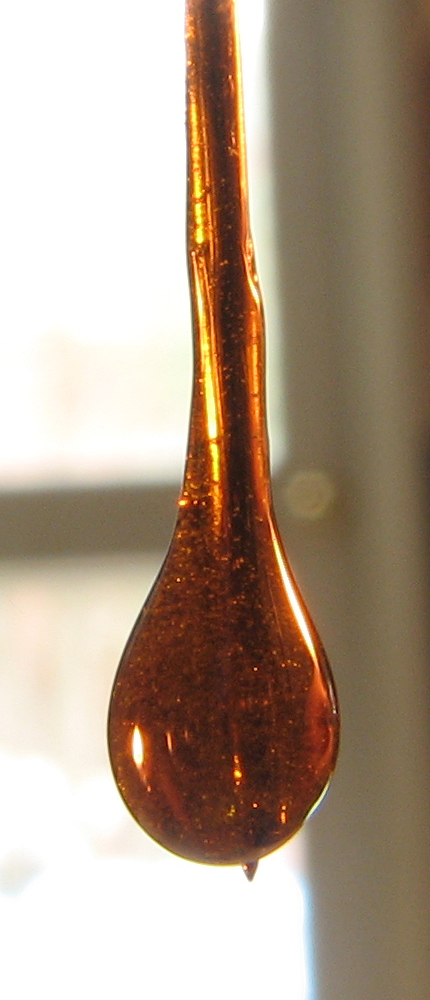
Ein Tropfen Haschischöl

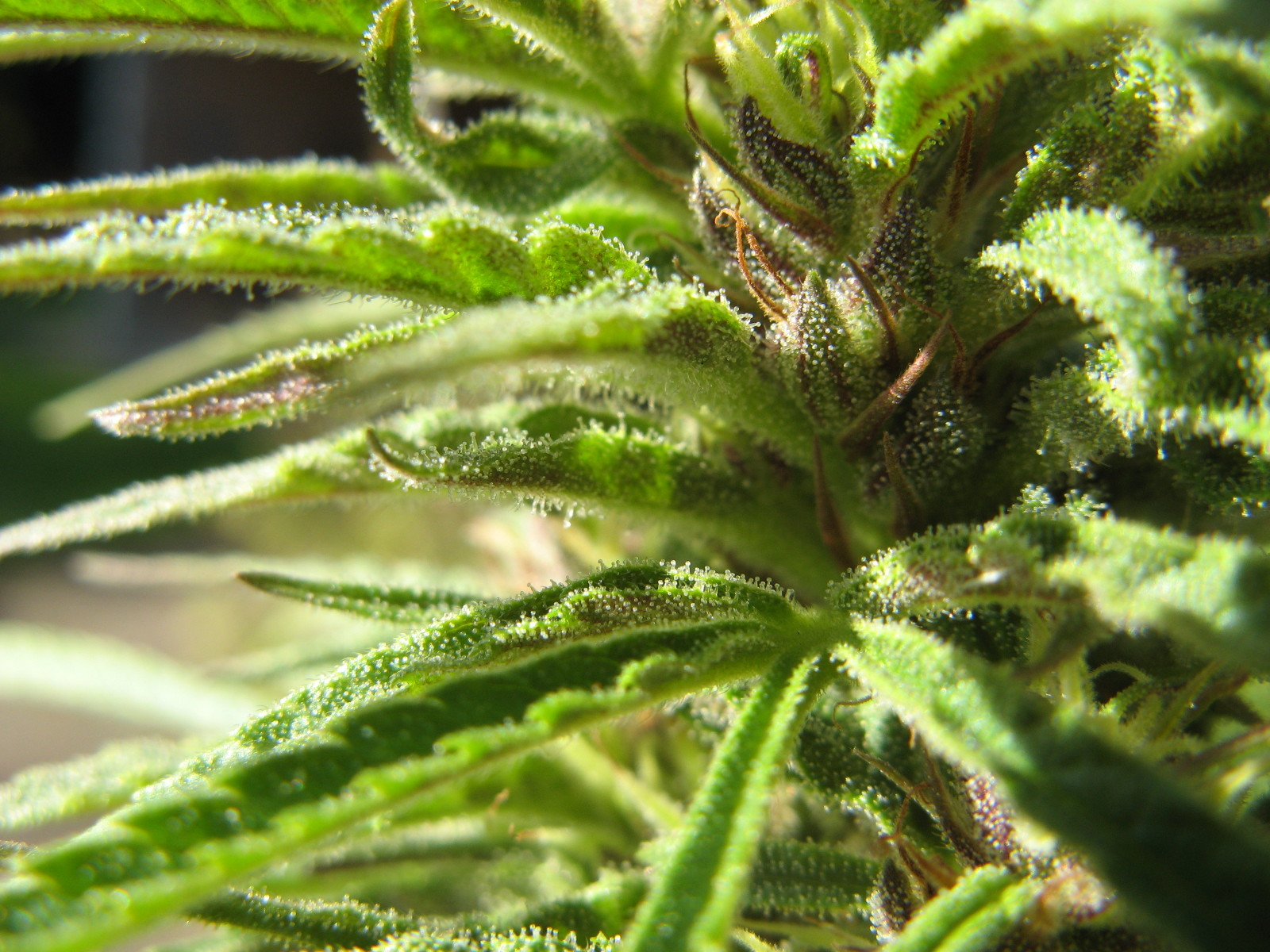
Weibliche Blütenstände von Hanf

Haschischöl (auch Haschöl oder THC-Öl) ist ein meist stark THC-haltiger ölartiger Extrakt. Es wird wie Haschisch aus dem Harz der Blütenstände gewonnen, die aus der weiblichen Hanfpflanze (Cannabis) stammen. Haschöl findet sowohl als Arzneimittel als auch als Rauschmittel Verwendung.
Aufgrund des hohen Wirkstoffgehalts gilt Haschöl als das potenteste aller Cannabisprodukte (meist zwischen 15 und 20 Prozent, erreicht jedoch teilweise 60 bis 70 Prozent). Reinheitsproben des Bundeskriminalamtes ergaben THC-Gehalte von 5 bis 41 Prozent.
Im Jahr 2015 wurden THC-Konzentrationen von 23,7 % bis 75,9 % bei einer wissenschaftlichen Untersuchung dieser Konzentrate gemessen.

## Abgrenzung
Haschöl ist zu unterscheiden vom Hanföl (gewonnen aus den Samen des Nutzhanfs) und dem ätherischen Hanföl (gewonnen durch Destillation aus Hanfblättern und Blüten).
Anders als oft vermutet wird, ist Haschischöl ein Harzextrakt und kein echtes Öl, da es nicht aus Fett besteht. Das echte, fetthaltige Speiseöl der Hanfpflanze ist dagegen das nicht berauschende Hanföl; daher sollten beide nicht miteinander verwechselt werden.

## Verfahren
Es existieren unterschiedliche Verfahren Konzentrate aus den wirkstoffhaltigen Pflanzenteilen der Cannabispflanze zu gewinnen. Sie werden in lösungsmittelfreie Konzentrate und Lösungsmittelextraktionen unterteilt.

### Lösungsmittelfreie Verfahren
Hierunter wird die Trennung der wirkstoffhaltigen Trichome der Cannabispflanze mittels Drucks und Hitze verstanden.
Es können aus der Cannabispflanze gewonnene Produkte wie Haschisch, Keef, und Marihuana mittels beheizter Pressen dazu verwendet werden um daraus ein harzartiges Konzentrat zu gewinnen (engl. rosin). Werden zur Produktion des Konzentrats frisch nach der Ernte eingefrorene trichomhaltige Pflanzenbestandteile verwendet, wird dieses Konzentrat im englischsprachigen Raum als live rosin bezeichnet.
Rosin und live rosin enthalten im Gegensatz zu mit Lösungsmitteln gewonnenen Konzentraten einen potenziell höheren Anteil an unerwünschten Verunreinigungen mit anderen Pflanzenstoffen, was zu Rückständen bei der Verbrennung oder Verdampfung führen kann.

### Lösungsmittelextraktionen

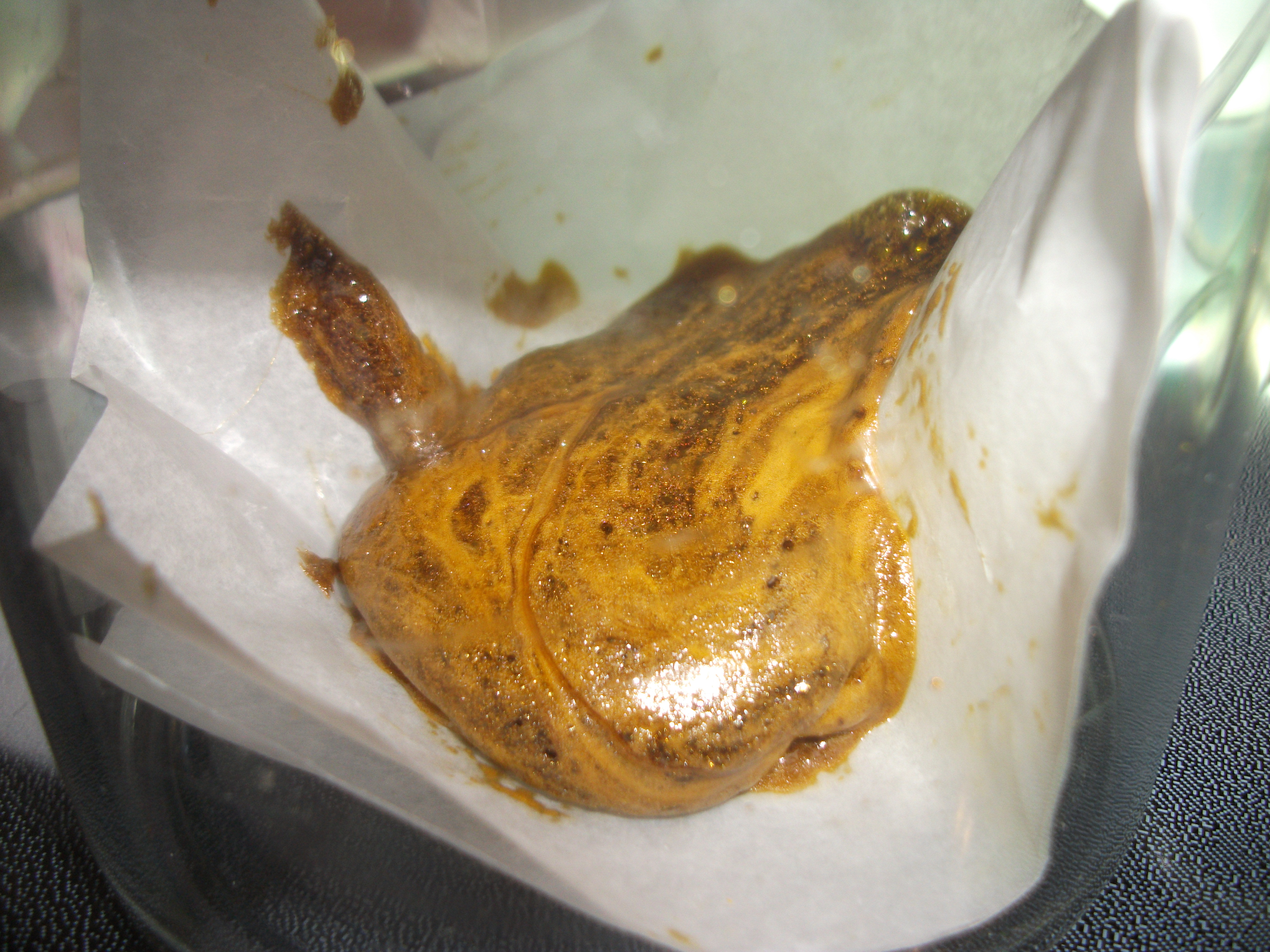
Cannabisextraktion mit dem Lösungsmittel Butan

Mittels verschiedener Lösungsmittel können Cannabinoide, Flavonoide und Terpene von dem verwendeten Pflanzenmaterial der Cannabispflanze gelöst und zu verschiedenen konsumierbaren Produkten weiterverarbeitet werden.
Neben Butan (BHO, butane hash oil) und Propan (PHO, propane hash oil) sind auch Extraktionen mit Isopropanol (RSO, Rick Simpson oil oder QWISO, quick wash isopropyl alcohol) und CO2 möglich. Typischerweise werden solche Extrakte im englischsprachigen Raum als resin oder auch live resin bezeichnet.

#### Gefahren der Herstellung
Neben der Legalität der Herstellung dieser Art von Extrakten sollten unbedingt die Risiken beachtet werden. Die Herstellung mittels leicht entflammbarer und in unbelüfteten Räumen explosiver Lösungsmittel stellt bei unvorsichtiger Vorgehensweise eine Gefahr für Leib und Leben dar. Explosionsgefahr, Risiken für Brände oder Erstickungsgefahr bestehen bei der Herstellung, was diese besonders für den Eigenkonsum gefährlich macht.

## Rechtlicher Status
Es unterlag bis zum 1. April 2024 in Deutschland dem Betäubungsmittelgesetz. Neben den anderen Cannabisprodukten spielt Haschischöl mengenmäßig nur eine untergeordnete Rolle. Bei THC-armen Hanfsorten wie Charlotte’s Web ist der Extrakt entsprechend THC-arm.
Nach dem am 1. April 2024 in Kraft getretenen § 2 Abs. 2 Cannabisgesetz  ist die Extraktion von Cannabinoiden aus der Cannabispflanze verboten. Ausgenommen von dem Verbot sind nach Abs. 2 Satz 1 CBD-Extrakte.

### Grauzone
Per Definition bezeichnet eine Extraktion ein chemisches Trennverfahren, weshalb Extrakte wie Haschisch oder unter bestimmten Umständen auch Haschischöl davon ausgenommen sein sollten. Da für die Herstellung von rosin keine chemischen Substanzen zur Trennung der Cannabinoide von der Pflanze benötigt werden, sondern nur Hitze und Druck, sollte dieses nach der Regelung vom 1. April 2024 nicht unter § 2 Abs. 2 fallen.